# ويلا هولاند
ويلا جوانا تشانس هولاند (بالإنجليزية: Willa Holland)‏ ولدت في 18 يونيو 1991، هي ممثلة وعارضة أزياء أمريكية. ولدت في مدينة لوس أنجلوس بولاية كاليفورنيا. واكتسبت شهرتها عندما بدأت بالتمثيل على شبكة سي دبليو التلفزيونية في مسلسلات مثل ذا أو سي و‌فتاة النميمة و‌السهم، ومثلت بالعديد من الأفلام أشهرها ذا لاست سونغ.

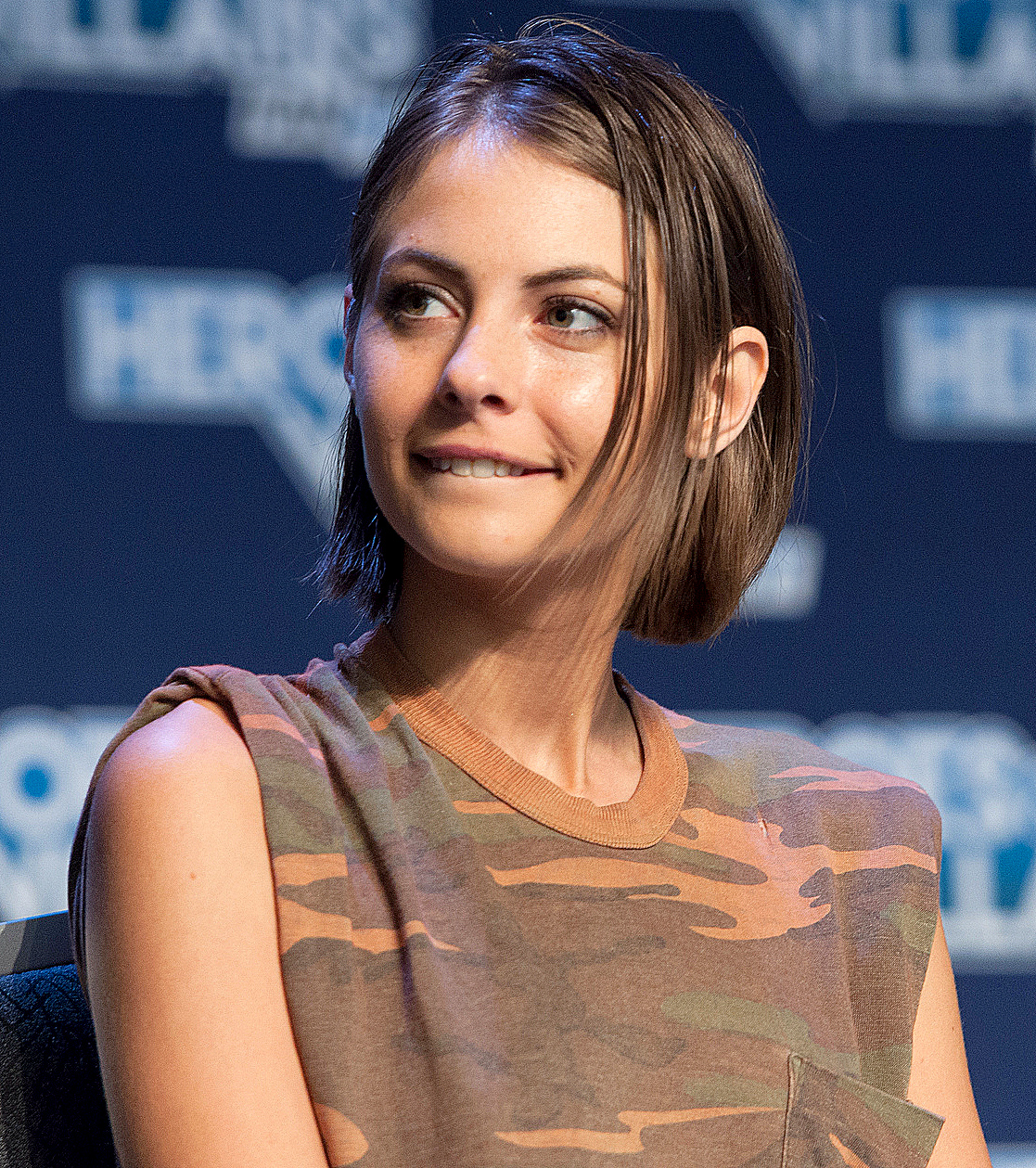
هولاند عام 2016 في مهرجان أبطال وأشرار

## النشأة
ولدت هولاند في لوس أنجلوس، ابنة المصور السينمائي كيث هولاند، والممثلة دارنيل غريغوريو دي بالما. تزوجت أمها من المخرج براين دي بالما في الفترة ما بين 95-97. لديها أختان، برينا هولاند (ولدت في 1988) وبايبر دي بالما (ولدت في 1996). قضت هولاند جزء من طفولتها في تشيلسي، لندن.

## المهنة
قضت هولاند صيف عام 1998 في هامبتونز مع عائلتها. وفي سن السابعة ، وبينما كانت تلعب أمام منزل جار زوج أمها، الجار ستيفن سبيلبرغ كان يقوم بتصوير فيلم منزلي، أخبر عائلتها «يجب عليكم وضعها أمام الكاميرا». لدى عودتها إلى لوس أنجلوس في سبتمبر، وقعت هولاند مع وكالة عرض أزياء فورد في سن السابعة ، وفي الحال حصلت على جلسة تصوير.
في العام التالي، 1999، أخذ دي بالما ويلا إلى وكالة المواهب المسرحية . ومنذ ذلك الحين صورت العديد من الإعلانات التجارية الوطنية. خلال عام 2001 عندما كانت ويلا في العاشرة، عملت جنبا إلى جنب مع والدها المصور السينمائي في فيلمه الجنون العادي. وكانت حتى من المقرر أن تشارك النجومية في عام 2005 في مسلسل ذا إنسايد على شبكة فوكس التلفزيونية مع زميلتها العارضة راشيل نيكولز، لكنها تركت العرض عندما حضر الكاتب تيم مينيار للعمل على المسلسل. لعبت دور كايتلين كوبر في ذا أو سي، بداية بدور ثانوي في الموسم 3، ولكن بعد ذلك حصلت على دور منتظم في الموسم 4.
ظهرت هولندا على غلاف مجلة فوغ في سن المراهقة ، و برزت على غلاف مجلة CosmoGirl ، وكذلك مثلت في جلسات الخريف والشتاء سنة 2016 لمجلة LeSportsac .
في ديسمبر 2007 حصلت ويلا على دور في الدراما المستقلة Garden Party. وظهرت بشخصية أبريل، الفتاة المضطربة المراهقة الحالمة أن تصبح عارضة أزياء في لوس أنجلوس. افتتح الفيلم في دور السينما في لوس أنجلوس، وبورتلاند وسياتل في 11 يوليو 2008. لم تتلقى إشادة من النقاد لأدائها في الفيلم وتلقت انتقادات مختلطة إلى ملاحظات سلبية من النقاد.
في فبراير 2012، هولاند ظهرت على شبكة سي دبليو التلفزيونية في مسلسل بعنوان السهم حيث كانت تلعب دور ثيا كوين، أخت أوليفر كوين.

## الأعمال

### الأفلام
| السنة | العنوان                         | الدور                | ملاحظات |
| ----- | ------------------------------- | -------------------- | ------- |
| 2001  | Ordinary Madness                | فاي في عمر الطفولة   |         |
| 2008  | Garden Party                    | أبريل                |         |
| 2008  | Middle of Nowhere               | تايلور إليزابيث بيري |         |
| 2008  | Genova                          | كيلي                 |         |
| 2010  | Legion                          | أودري أندرسون        |         |
| 2010  | Chasing 3000                    | جيمي                 |         |
| 2010  | Humanity's Last Line of Defense | نفسها                | وثائقي  |
| 2011  | Straw Dogs                      | جانيس هادين          |         |
| 2012  | Tiger Eyes                      | ديفي واكسلر          |         |

### التلفاز
| السنة       | العنوان      | الدور        | ملاحظات      |
| ----------- | ------------ | ------------ | ------------ |
| 2005        | العودة       | كالا         | حلقة واحدة   |
| 2006–2007   | ذا أو سي     | كايتلين كوبر | 22 حلقة      |
| 2008- 2012  | فتاة النميمة | أغنيس أندروز | 5 حلقات      |
| 2012–الحاضر | السهم        | ثيا كوين     | ممثلة رئيسية |
| 2015        | البرق        | ثيا كوين     | حلقتين       |

### ألعاب الفيديو
| السنة | العنوان                                | الصوت    |
| ----- | -------------------------------------- | -------- |
| 2006  | Scarface: The World Is Yours           | عدة أصوت |
| 2010  | Kingdom Hearts Birth by Sleep          | أكوا     |
| 2012  | Kingdom Hearts 3D: Dream Drop Distance | أكوا     |
| 2014  | Kingdom Hearts HD 2.5 Remix            | أكوا     |

### كليبات أغاني
| السنة | العنوان                     | الفنان            |
| ----- | --------------------------- | ----------------- |
| 2008  | "Keep Me Up All Night"      | The Glitterati    |
| 2010  | "Fearless Love"             | Melissa Etheridge |
| 2011  | "8050 (Too Fast, Too Slow)" | White Arrows      |

## وصلات خارجية
- ويلا هولاند على موقع IMDb (الإنجليزية)
- ويلا هولاند على موقع ميتاكريتيك (الإنجليزية)
- ويلا هولاند على موقع روتن توميتوز (الإنجليزية)
- ويلا هولاند على موقع قاعدة بيانات الأفلام العربية
- ويلا هولاند على موقع ألو سيني (الفرنسية)
- ويلا هولاند على موقع تيرنر كلاسيك موفيز (الإنجليزية)
- ويلا هولاند على موقع أول موفي (الإنجليزية)
- ويلا هولاند على موقع قاعدة بيانات الأفلام السويدية (السويدية)
- ويلا هولاند على موقع إن إن دي بي (الإنجليزية)
- ويلا هولاند على موقع قاعدة بيانات الفيلم (الإنجليزية)